# Luigi Callaini
Luigi Callaini (Monticiano, 25 settembre 1848 – Firenze, 3 aprile 1933) è stato un politico e avvocato italiano.
Deputato dal 1895 al 1919, è nominato senatore nel 1924.